# Adélard Lambert
Adélard Lambert (1867-1946) est un folkloriste canadien-français ayant vécu au Québec et en Nouvelle-Angleterre. Il s'est démarqué comme bibliophile et important collecteur de matériel ethnologique, ainsi qu'à titre de mémorialiste et d'écrivain.

## Biographie
Adélard Lambert nait le 15 mars 1867 à Saint-Cuthbert. Ses parents sont Jean-Baptiste Robillard dit Lambert et de Léocadie Rinfret dit Malouin. Son enfance est partagé entre le Québec et les États-Unis alors que sa famille, comme de nombreuses familles canadiennes-française de l'époque, tente d'améliorer son sort en allant chercher du travail dans les usines de la Nouvelle-Angleterre. Il demeura à Woonsocket et à Albion dans le Rhode-Island ainsi qu'à Putnam au Connecticut. En 1874, toute sa famille revient s'installer à Saint-Gabriel-de-Brandon. Elle s'installe finalement à Fall River au Massachusetts en 1878.
Il se marie avec Philomène Vigneault, en 1890, à Saint-Cyrille-de-Wendover. Il devient par la suite colporteur de thé à Manchester, au New Hampshire. Parallèlement à ce métier, il collectionne des livres, revues et journaux relatifs à la présence francophone en Amérique,. Il réussit à accumuler des documents rares qui attirent l’intérêt de chercheurs et d’écrivains. En 1918, il vend sa collection à l'Association canado-américaine de Manchester. Sa collection compte environ 4000 documents.
En 1921, il s’installe à Drummondville où il vivra jusqu’à sa mort. Il deviendra collaborateur de Marius Barbeau considéré le père de l'ethnologie de l'Amérique française. Leur collaboration s'échelonnera sur près d'un quart de siècle. Il est élu conseiller de la branche québécoise de l’American Folklore Society (en).
Il décède à Drummondville le 19 mai 1946.

## Hommages
En 2015, Adélard Lambert est identifié personnage historique par le Gouvernement du Québec.
La bibliothèque de Saint-Cuthbert, son village natal, est nommée en son honneur.

## Publications
- 1918 : Rencontres et entretiens[9]
- 1927 : Journal d'un bibliophile[10]
- 1933 : Propos d'un castor ou Entretiens du père Jean Nault[11]
- 1936 : L'Innocente victime (originellement feuilleton dans Le Droit d'Ottawa)[7]